# József Kovács (friidrottare)
József Kovács, född 3 mars 1926 i Nyíregyháza, död 29 mars 1987 i Budapest, var en ungersk friidrottare.
Kovács blev olympisk silvermedaljör på 10 000 meter vid sommarspelen 1956 i Melbourne.